# 이토 스케카쓰
이토 스케카쓰(伊東祐勝, いとう すけかつ)는 휴가국의 센고쿠 무장이다. 이토 요시스케의 손자이며, 아버지는 이토 요시마스, 어머니는 이치죠 후사모토의 딸・阿喜多이다. 이토 요시카타의 동생이다. 자(字)는 「고에몬노죠」(小右衛門尉).
- 출생 : 겐키원년(1570년)
- 사망 : 분로쿠2년 6월 14일(1593년 7월 12일)

아버지・요시마스가 1569년에 병사함에 따라 할아버지・이토 요시스케의 손에 양육된다. 덴쇼5년(1577년) 이토 씨는 몰락해 휴가에서 도망치게 되었고, 어머니의 친척인 오토모 씨에게 도움과 보호를 받는다. 이때 오토모 소린의 영향을 받아 기리시탄(일본의 초기 로마 가톨릭교도)이 되어 「제로니모」(ジェロニモ)란 세례명을 받는다.
매우 유능한 소년이었던 까닭에, 특별히 선택받아 아즈치의 세미나리오에게 유학을 간다. 이후 덴쇼 겐오 소년사절(로마를 방문한 로마 가톨릭교도 소년사절단)의 대표 후보자에 오르지만, 아즈치 유학중이라 출발 시간을 맞추지 못해 제외된다. 덴쇼15년(1587년) 규슈 정벌 이후 숙부・이토 스케타카가 오비성에 복귀하자 따라 귀국한다.
임진왜란에서는 이토 군의 일원으로 조선에 출병했지만 병을 얻어 귀국한다. 하지만 배가 폭풍우에 휩쓸려 이와미노쿠니까지 떠내려갔고, 그 땅에서 병이 악화되어 사망한다. 향년 24세. 죽은 날짜가 「음력 7월 14일」이란 설이 있다. 사료상에는 병사라 나와있지만, 형・요시카타와 엇비슷하게 죽은 점으로 볼 때, 이토 스케타카와의 가독 분쟁을 막기 위해 가신들이 암살했다는 설도 있다.